# Pierre Mercure

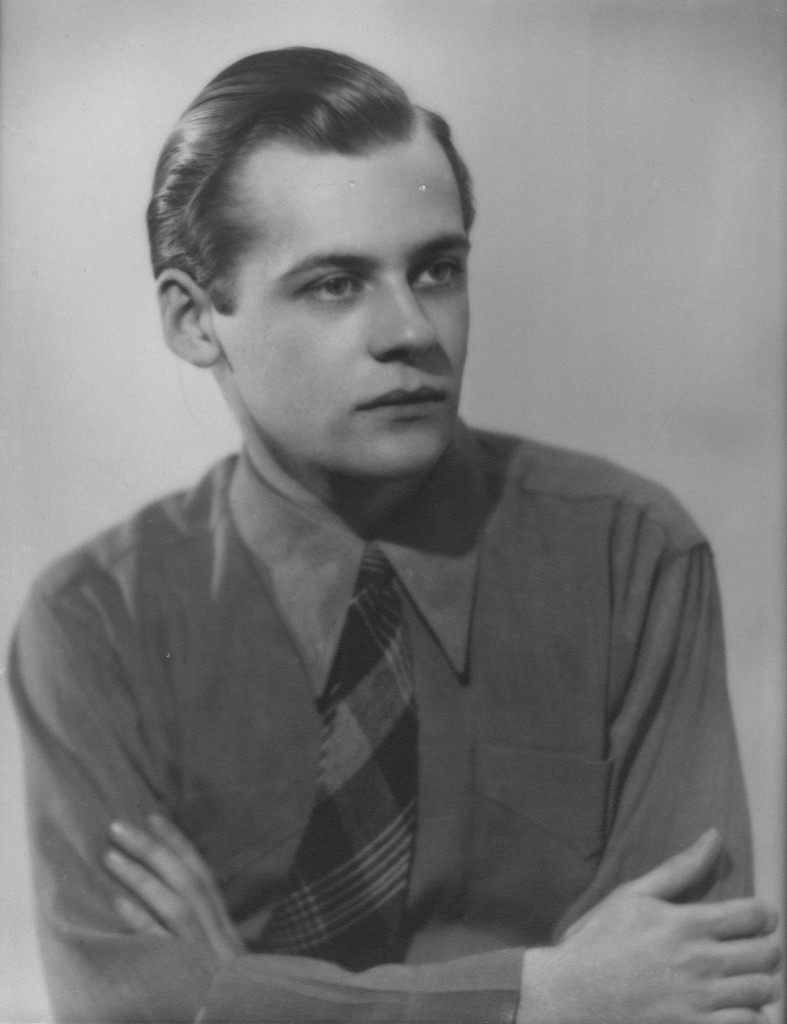
Pierre Mercure

Pierre Mercure (* 21. Februar 1927 in Montreal; † 22. Januar 1966 bei Avallon, Frankreich) war ein kanadischer Komponist, Fernsehproduzent und Posaunist.

## Leben und Wirken
Mercure studierte von 1944 bis 1949 am Conservatoire de musique du Québec Harmonielehre und Kontrapunkt bei Marvin Duchow und Claude Champagne, Dirigieren bei Leon Barzin und Posaune bei Roland Gagnier und Louis Letellier. Er wirkte 1949 am Théâtre des Compagnons an drei Werken mit, in denen sich Tanz, Lyrik, Musik und Malerei verbanden. Mit dem Choreografen Françoise Sullivan, dem Lyriker Claude Gauvreau und dem Maler Jean-Paul Mousseau führte er Dualité, Femme archaïque und Lucrèce Borgia auf.
1949 ging Mercure nach Paris, wo er zunächst bei Nadia Boulanger und später bei Arthur Hoérée, Darius Milhaud und Jean Fournet studierte. Daneben arbeitete er an gemeinschaftlichen Kompositionen mit seinen Freunden Gabriel Charpentier, Jocelyne Binet und Clermont Pépin.
Den Sommer 1951 verbrachte er mit einem Stipendium der Regierung von Québec in Tanglewood, wo Luigi Dallapiccola sein Lehrer und Freund wurde. Anfang 1952 ging er zur CBC, wo er als Produzent des TV-Musikprogramms bis 1959 Serien wie L’Heure du concert, Concerts pour la jeunesse, Jazz Workshop, Music Hall und Pays et merveilles herausbrachte.
Bei seinem zweiten Aufenthalt in Europa in den Jahren 1957 und 1958 studierte Mercure bei Pierre Schaeffer, unter dessen Einfluss er sich in den Folgejahren der elektroakustischen Musik zuwandte. Im August 1961 organisierte er die International Week of Today’s Music, zu der er unter anderem John Cage, Serge Garant, Mauricio Kagel, Karlheinz Stockhausen, Christian Wolff und Iannis Xenakis eingeladen hatte.
Bei seiner dritten Europareise im Jahr 1962, die ihn auch nach Paris und Darmstadt führte, wurde seine Komposition bei den Fluxus Internationalen Festspielen Neuester Musik in Wiesbaden aufgeführt.
Von 1949 bis 1958 war er mit der Schauspielerin Monique Mercure verheiratet. Aus der Verbindung gingen eine Tochter und Zwillingssöhne hervor.
Am 22. Januar 1966 kam Mercure bei einem Verkehrsunfall in der Nähe von Avallon in Frankreich ums Leben. Im gleichen Jahr wurden beim Montreal Festival du disque die Pianisten Victor Bouchard und Renée Morisset für ihre Aufführung des Concerto für zwei Klaviere und Orchester von Roger Matton mit dem Prix Pierre Mercure ausgezeichnet.

## Werke
- Dualité, Ballett, 1948
- Kaléidoscope für Orchester, 1948
- Pantomime für Streicher und Schlagzeug, 1948
- Colloque (nach Paul Valéry) für mittlere Stimme und Klavier, 1948
- La Femme archaïque, Ballett, 1949
- Lucrèce Borgia, Ballett, 1949
- Emprise, Ballett, 1950
- Ils ont détruit la ville, 1950
- Cantate pour une joie, 1955
- Dissidence für Sopran oder Tenor und Klavier, 1955
- Divertissement für Streichquartett/Streichorchester, 1957
- Triptyque für Orchester, 1959
- Improvisation, Ballett, 1961
- Incandescence, Ballett, 1961
- Structures métalliques I und II, Ballett, 1961
- Jeu de hockey für Tonband, 1961
- Répercussions für Tonband, 1961
- Structures métalliques III. für Tonband, 1962
- Manipulations, Ballett, 1963
- Tétrachromie, Ballett, 1963
- Psaume pour abri für Bläserquintett, Streichquartett, Cembalo, Klavier, Harfe, Schlagzeug und Tonband, 1963
- Surimpressions, Ballett, 1964
- Lignes et points für Orchester, 1964
- La Forme des choses, Filmmusik, 1965
- Élément 3, Filmmusik, 1965
- H2O per Severino für 4–10 Instrumente, 1965